# K2-22
K2-22는 사자자리에 위치한 항성이다. 2015년에 발견된 천체이다.

## 설명
K2-22는 지구에서 730광년 떨어진 곳에몆위치하고 있으며 온도는 3,600°C이다. 이는 태양계의 유일한 항성인 태양보다 온도가 낮은 M형 주계열성에 속한다. 이 행성계(항성계)에는 현재까지 뜨거운 목성으로 알려진 K2-22b라는 외계 행성만 알려져 있다. 항성의 나이는 태양보다 더 많을 것으로 추정되며 현재까지는 K2-22b라는 행성만 알려져 있지만 추후 세밀한 조사가 진행되면 K2-22b 이외에 더많은 외계 행성들이 발견될 수 있을 것으로 보인다.

## 같이 보기
- 항성
- 물병자리
- M형 주계열성